# The Great Journeys of New Zealand
The Great Journeys of New Zealand (littéralement : « Les grands voyages de la Nouvelle-Zélande ») est la division touristique de l'entreprise ferroviaire néo-zélandaise KiwiRail.  Elle gère trois trains touristiques (le TranzAlpine, le Northern Explorer et le Coastal Pacific), ainsi que le service de ferry Interislander, qui permet de traverser le détroit de Cook, entre les deux grandes îles du pays.

## Services

### Trains de voyageurs

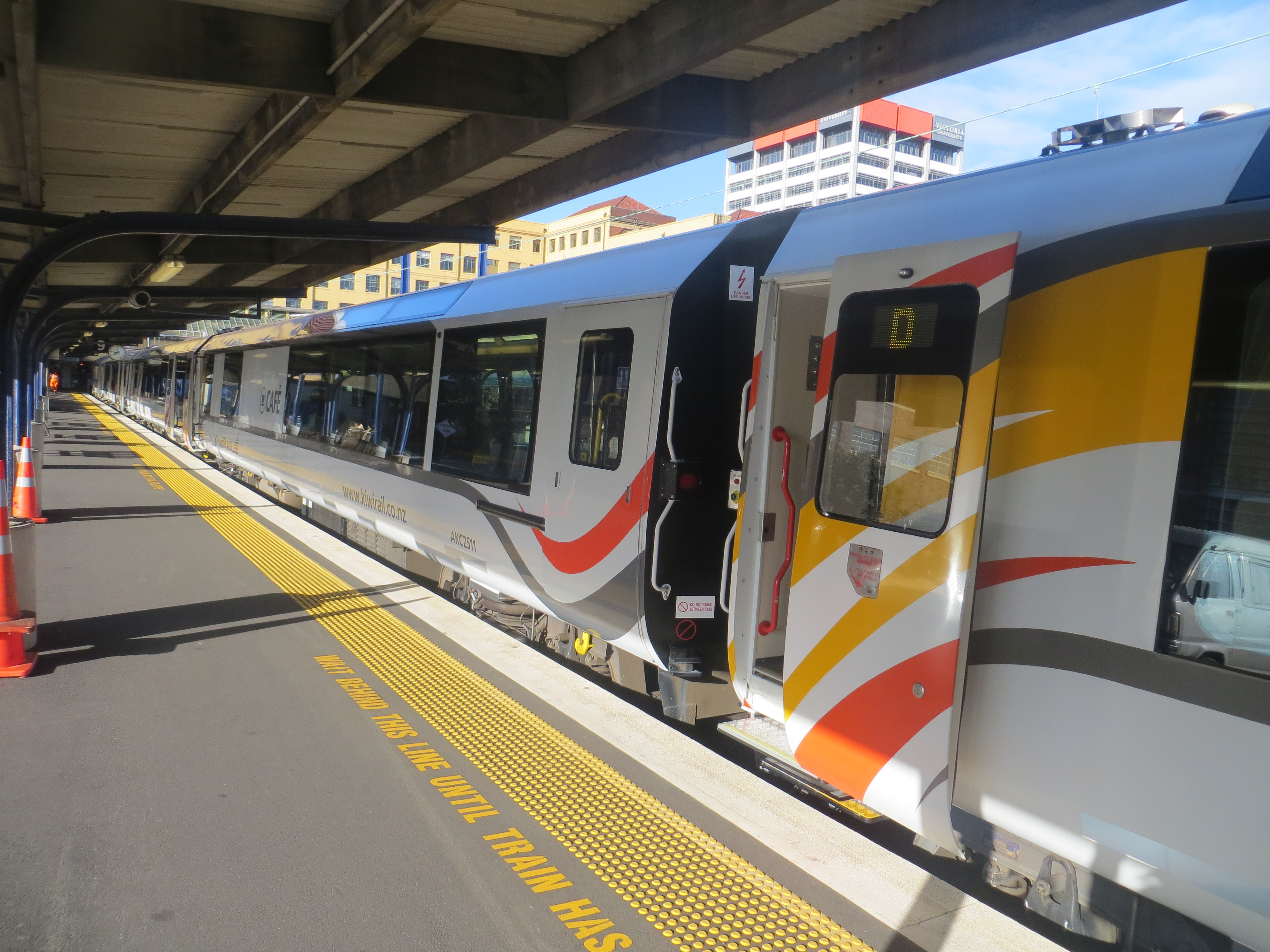
Un train de la ligne Northern Explorer en gare de Wellington.

The Great Journeys of New Zealand opère trois lignes de train de voyageurs :
| Ligne             | Parcours                            | Fréquence                           | Arrêts |
| ----------------- | ----------------------------------- | ----------------------------------- | --- |
| Northern Explorer | Traversée nord-sud de l'île du Nord | 6 par semaine (une seule direction) | Auckland, Papakura, Hamilton, Otorohanga, National Park, Ohakune, Palmerston North, Paraparaumu, Wellington |
| TranzAlpine       | Traversée est-ouest de l'île du Sud | 1 par jour                          | Christchurch, Rolleston, Darfield, Springfield, Arthur's Pass, Otira, Moana                                 |
| Coastal Pacific   | Côte Est de l'île du Sud            | 1 par jour (été seulement)          | Picton, Blenheim, Seddon, Kaikoura, Waipara, Rangiora, Christchurch                                         |

### Ferry
La traversée du détroit de Cook en ferry, entre Wellington et Picton, peut se faire à bord de trois bateaux d'Interislander :
|           | Nom         | Construction | Entrée en service | Capacité                     | Capacité                   | Capacité               |
| Passagers | Nom         | Construction | Entrée en service | Voitures                     | Trains                     |                        |
| --------- | ----------- | ------------ | ----------------- | ---------------------------- | -------------------------- | ---------------------- |
|           | DEV Aratere | 1998         | 1999              | 600 + 31 membres d'équipage  | 1050 mètres                | 420 mètres (32 wagons) |
|           | MS Kaiarahi | 1998         | 2015              | 550                          | 1900 mètres                | -                      |
|           | MV Kaitaki  | 1994         | 2005              | 1350 + 60 membres d'équipage | 1780 mètres (550 voitures) | -                      |